# Kleidocerys modestus
Kleidocerys modestus är en insektsart som beskrevs av Barber 1953. Kleidocerys modestus ingår i släktet Kleidocerys och familjen fröskinnbaggar. Inga underarter finns listade i Catalogue of Life.